# Phụ tải điện

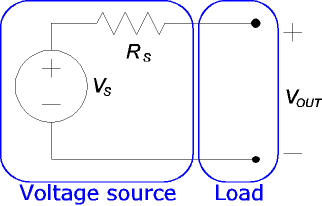
Mạch điện được minh họa bằng điện nguồn Vs có nội điện trở Rs.

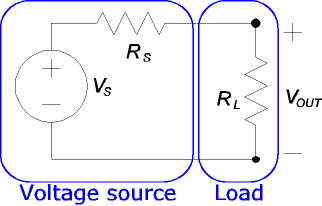
Nội điện trở Rs và phụ tải Rl

Phụ tải điện là đại lượng đo bằng tổng công suất tiêu thụ của các thiết bị điện trong một thời điểm, đây là hàm số của nhiều yếu tố theo thời gian, không tuân thủ theo một quy luật nhất định và là một thông số quan trọng để lựa chọn các thiết bị của hệ thống điện.
Xác định đúng phụ tải điện (tính toán) có vai trò rất quan trọng trong thiết kế và vận hành hệ thống cung cấp điện. Xác định phụ tải điện (phụ tải tính toán) không chính xác xảy ra hai trường hợp: Nhỏ hơn phụ tải thực tế thường dẫn đến các sự cố hoặc làm giảm tuổi thọ các thiết bị, là nguy cơ tiềm ẩn cho các sự cố tai nạn sau này; Lớn hơn phụ tải thực tế sẽ gây lãng phí do các thiết bị không được khai thác, sử dụng hết công suất.

## Các phương pháp xác định phụ tải điện[2]
Nhóm phương pháp dựa trên kinh nghiệm vận hành, thiết kế và được tổng kết lại bằng các hệ số tính toán có đặc điểm thuận lợi nhất cho việc tính toán, nhanh chóng đạt kết quả, nhưng thường cho kết quả kém chính xác.  
Nhóm phương pháp dựa trên cơ sở của lý thuyết xác suất và thống kê có đặc điểm cho kết quả khá chính xác, song cách tính lại rất phức tạp.